# Associação de Futebol do Lesoto
A Associação de Futebol do Lesoto (em inglês:  Lesotho Football Association, LEFA) é o órgão dirigente do futebol no Lesoto, responsável pela organização dos campeonatos disputados no país, bem como da Seleção Lesota.
Foi fundada em 1932, com sede na cidade de Maseru, e é afiliada à FIFA desde 1964, à CAF desde 1964 e à COSAFA desde o ano de 1997. Seu presidente atual é Salemane Phafane.

## Histórico
Apesar de ter sido criada em 1932, a Associação de Futebol do Lesoto não ganhou adesão à Federação Internacional de Futebol (FIFA), a entidade que supervisiona o futebol mundial, até 1964. Em 1964, a LEFA ganha a adesão à Confederação Africana de Futebol (CAF).
No ano de 2008 ficou-se decidido uma reestruturação profunda no futebol de Lesoto, mas de fato o afastamento ocorreu em 2010 da seleção das competições oficiais e os recursos ao futebol foram direcionados à estruturação do futebol de base. O projeto consistia em fazer o futebol não somente o esporte oficial, mas uma bandeira na luta contra a expansão da AIDS no país. O projeto chamou a atenção de entidades internacionais, que enviaram recursos financeiros  para expandi-lo e decretá-lo, pouco depois, como uma iniciativa de sucesso.
Paralelamente ao projeto nas categorias de base houve outro patrocinado pela FIFA e com bases em vários países, foi instaurado no país em 2011, o “Football for Hope”. O objetivo era associar o futebol ao combate a AIDS e também à educação sobre os problemas de saúde pública.
Somente em 2013, o Lesoto voltou a uma competição oficial, sendo as eliminatórias para a Copa do Mundo de 2014, conseguindo de forma inédita a classificação para a fase de grupos da eliminatória, ficando no grupo D com Gana, Sudão e Zâmbia. Numa campanha surpreendente com uma vitória, sobre o Sudão e dois empates sobre Zambia e Sudão fizeram Lesoto conseguir a terceira colocação no grupo.

## Competições nacionais
- Campeonato Lesoto de Futebol
- Copa do Lesoto
- Vodacom Soccer Spectacular [en]